# Dalita Avanessian
Dalita Avanessian (n. 19 septembrie 1999, Armenia) este o cântăreață armeană. Ea a reprezentat Armenia la Concursul Muzical Eurovision Junior 2011 cu piesa Welcome to Armenia.